# Candirenggo (Singosari)
Candirenggo is een bestuurslaag in het regentschap Malang van de provincie Oost-Java, Indonesië. Candirenggo telt 17.138 inwoners (volkstelling 2010).